# Южаков Владислав Геннадійович
Южако́в Владисла́в Генна́дійович (рос. Южаков Владислав Геннадьевич; 25 січня 1985, м. Чусовий, Росія) — російський саночник, який виступає в санному спорті, здебільшого в парному розряді, на професіональному рівні з 2007 року. Дебютував в національній команді, як учасник зимових Олімпійських ігор в Ванкувері 2010 року й посів 10 місце в парному розряді. Балансує в двадцятці найкращих саночників світу, а в парному розряді виступає разом з саночником Володимиром Махнутіним з 2008 року.